# 鱼饵

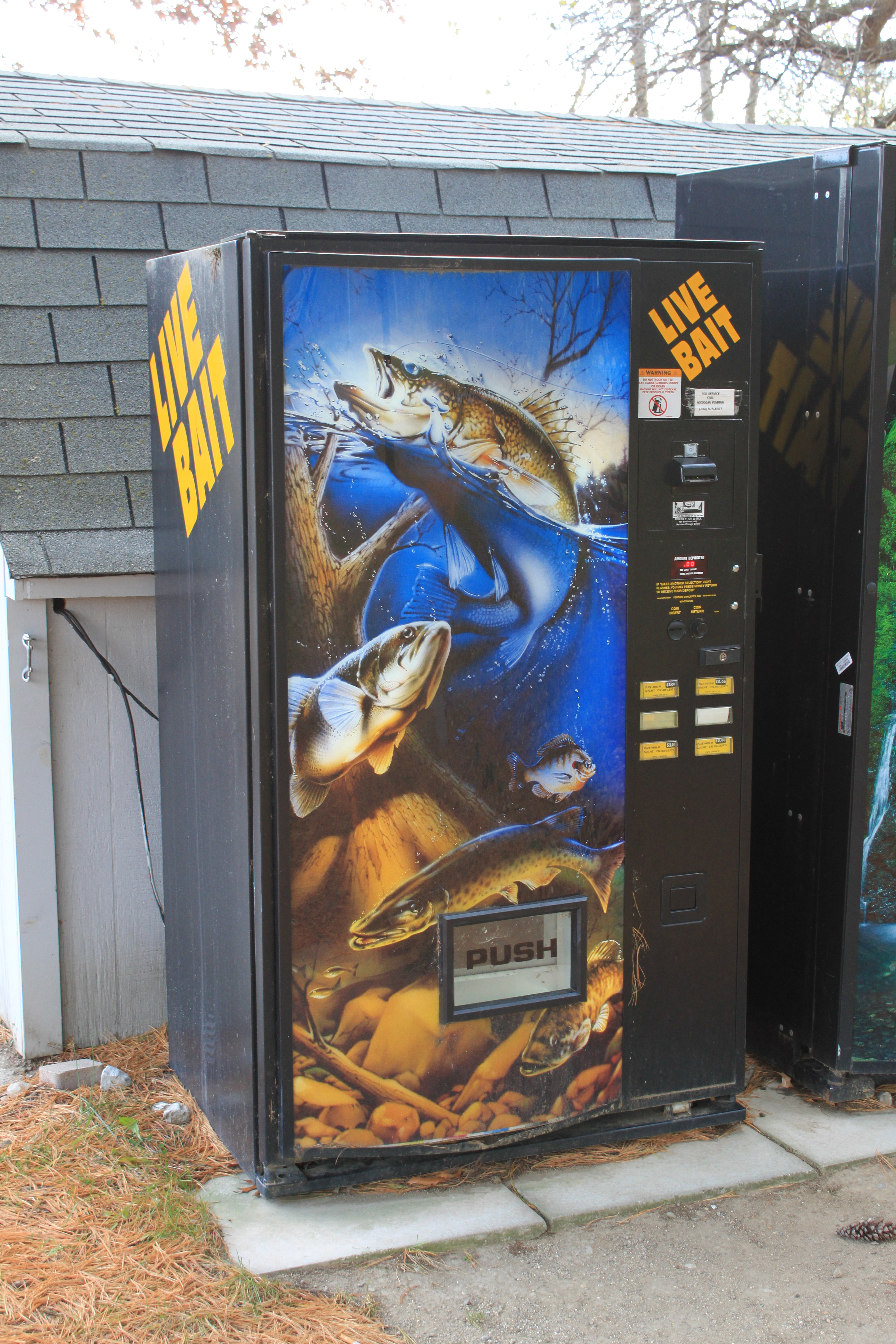
钓饵自动售货机

鱼饵是捕鱼时挂在鱼钩上、放在渔梁、鱼笼里或直接投放到水中用来吸引鱼类的诱饵:164。钓鱼使用的鱼饵通常是真正的鱼类食料，比如蠕虫（蚯蚓、水蛭、吻沙蚕等）、节肢动物（昆虫幼体和成虫、甲壳动物等）、小型鱼类（饵鱼）、肉食、作物或一些加工食品（米饭、面包、宠物食品、奶酪、混合了豌豆、玉米和食用油的面团等），但现在有些假饵钓鱼法也用模拟猎物形态的仿生拟饵。

## 类别
鱼饵主要包括散饵和钓饵两大类，口语中的“鱼饵”一般专指钓饵。散饵通常预先独自抛入目标水域，用气味扩散将远处鱼群吸引过来；钓饵则挂在鱼钩上诱引鱼吞咬。根据用量和配方区别，一般情况，散饵用量大、粗糙；钓饵用量小、精细:164。

### 散饵

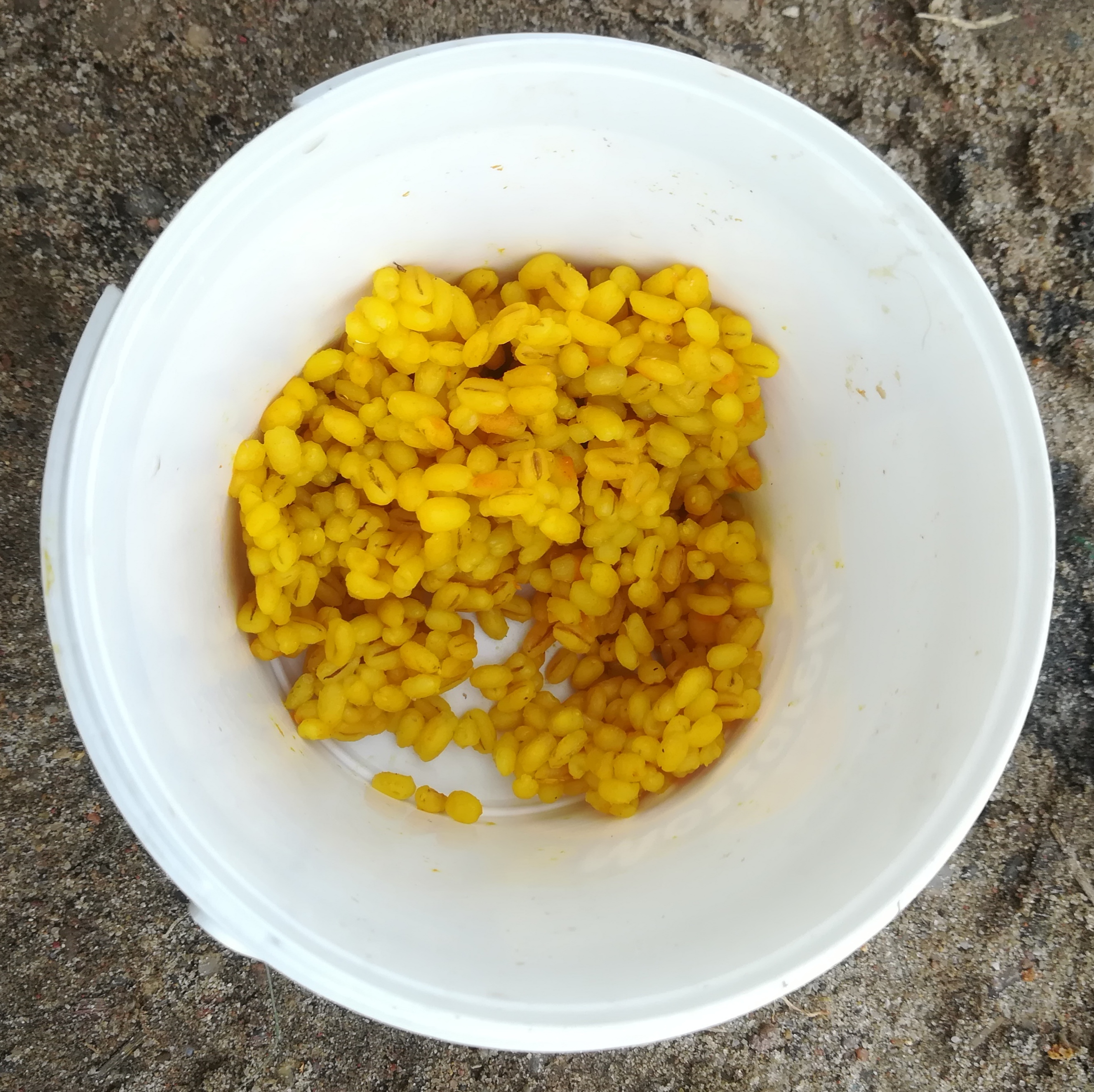
用作散饵的烘豆

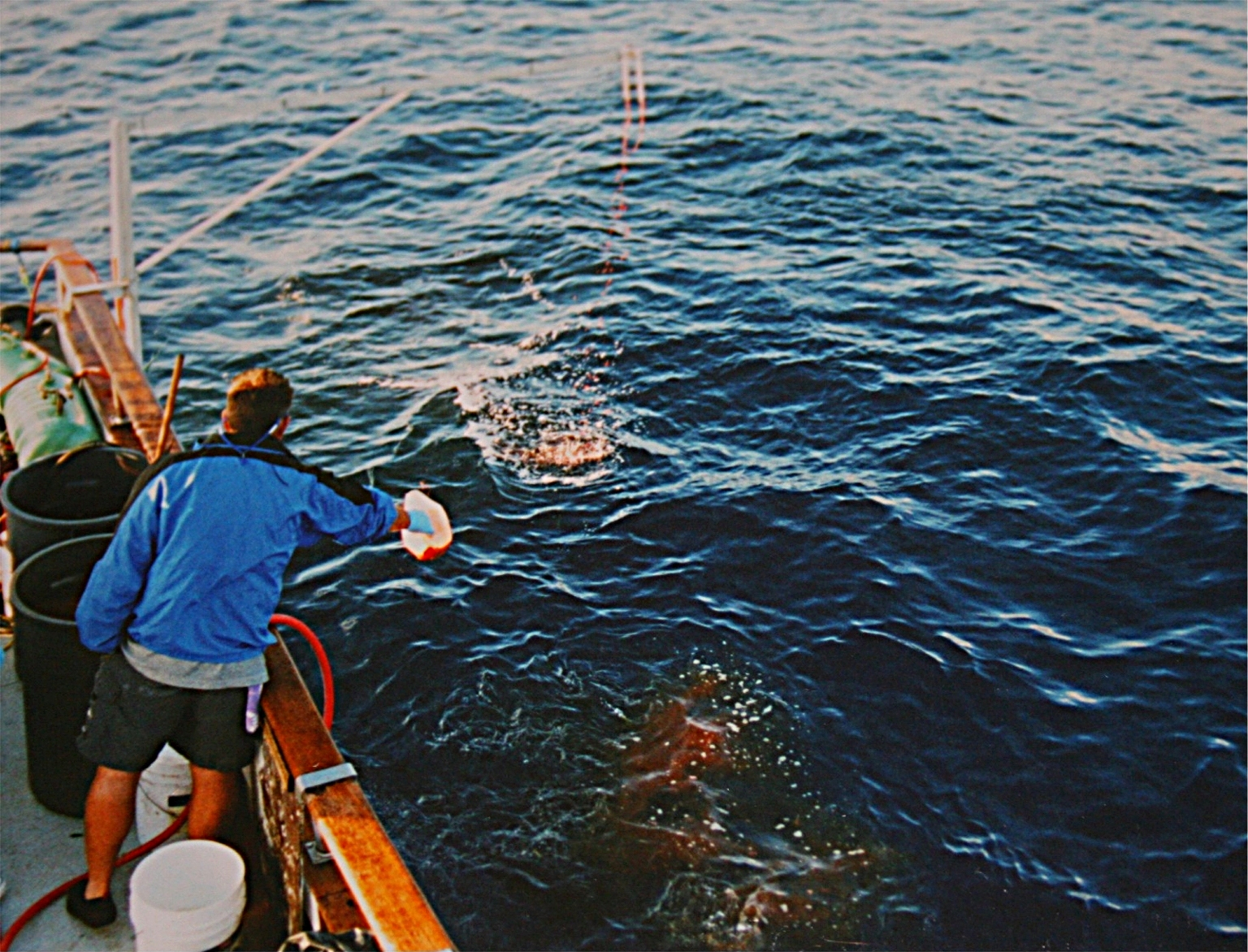
将碎肉作为散饵来吸引鲨鱼

散饵又名“打窝”，是分开投放到垂钓地点释放大量气味来吸引并留住鱼群在渔场徘徊（又称诱鱼、留鱼）的物品:164。制作时，主要注意其气味，讲究香、臭、腥、酸等味道。
- 香型：香型诱饵主要指酒香型，有酒泡大米、酒泡小米、酒泡玉米等，其特点是吸引鱼群速度快，缺点是鱼群容易吃饱，留鱼效果差[1]:164。为了避免其弊端，一般诱饵使用少量酒米，再加糠饼，这样就能做到吸引鱼群快，留鱼效果好[1]:164。

- 臭型：一般使用新鲜的人畜粪便搅拌黄泥和饲料混合制成，是钓鲤鱼、鲫鱼、草鱼、鳊鱼、鲶鱼等杂食鱼类（特别是喜欢底栖摄食的食屑和食腐鱼类）常用的诱饵。[1]:165新鲜牛粪、新鲜碎草、黄泥、混合饲料，被钓鱼者用于钓草鱼，新鲜鸡粪、米、糠，主要用于钓鳊鱼[1]:165。

- 腥型：一些嗅觉灵敏的肉食性大鱼爱好腥味，可以将田螺、蚬肉、虫蛹等锤烂搅碎后混合猪油/山羊油、鱼粉和肉类饲料制作成腥味型诱饵[1]:168。在外海捕捉大型掠食性鱼类的时候，通常会将下水、碎肉、大块鱼肉和绞碎的杂鱼等混合了动物血液后抛到水中，美式英语称之为“chumming”。

- 活饵：使用活的猎物（比如蠕虫、昆虫或饵鱼）可以吸引听觉和视觉灵敏的肉食鱼。如果使用水底活动能力较强的诱饵，为防止其四散逃窜，通常会将其伤残（比如剪掉鱼鳍、或将鳌虾的腿掰断）或用化学品麻醉（比如用酒精浸泡泥鳅）。在许多国家，使用活饵会因为不人道、污染水质和传播疾病（特别是寄生虫）而被明令禁止，但各地监管力度不同因此执法效果往往参差不齐。

### 钓饵
钓饵是挂住鱼钩上引诱鱼吞食时的物品:164。钓饵主要分为可以食用的真饵和不可食用的假饵（拟饵）两类，而真饵则进一步主要分为天然和人造两种。天然鱼饵指从自然界中捕捉或采集到的鱼类食物，可分为活饵和死饵；人造鱼饵则是用各种原料通过人工处理后制作出的加工食物，可分为腥饵、素饵和拉饵:170。

#### 活饵

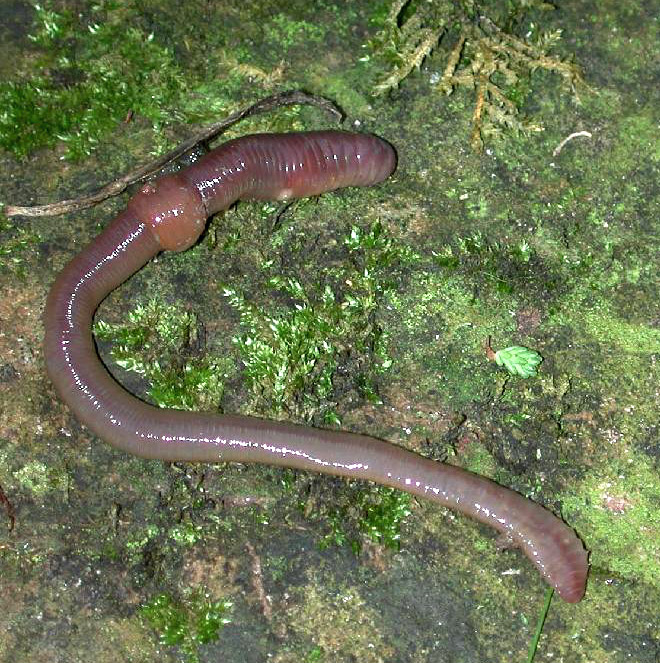
蚯蚓是最常见的垂钓诱饵

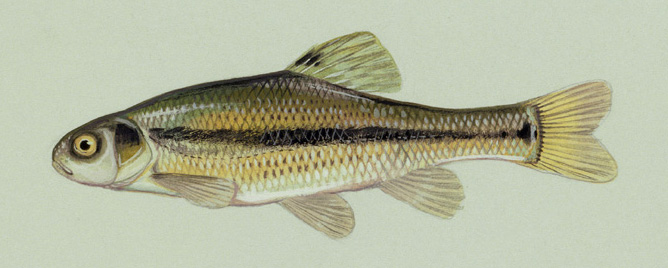
鲦鱼，一种常见的活饵

活饵是尚未死亡的小型动物，通常是食物链下端的猎物品种，以各种无脊椎动物居多，常见的有：
- 蚯蚓，分红蚯蚓和黑蚯蚓，是最古老而且使用至今的钓饵。红蚯蚓主要钓鲫鱼、鲤鱼等，黑蚯蚓主要钓鳗鱼、鲶鱼、鲢鱼等[1]:170。
- 蛆虫，又名鱼虫，原始的是粪虫，但是粪虫脏，常见使用的是专门培养的蛆虫，主要用于钓鲫鱼、鲤鱼等[1]:171。
- 红虫，红虫生活在池沼水泽的泥层內，主要钓鲫鱼、鲤鱼、罗汉鱼、鳟鱼[1]:171。
- 葡萄虫，生活在葡萄藤蔓之中，白色，主要用于钓鳟鱼、石斑鱼等[1]:171。
- 栗虫，生活在板栗等栗类植物中，白色，主要钓鳟鱼、石斑鱼[1]:171。
- 柳虫，栖息在树上的虫，白色、背部粉红，主要钓鳟鱼、石斑鱼[1]:171。
- 黄虫，又名菊虫，寄生在猪草的茎内，黄色[1]:171。
- 水龟虫，类似蟋蟀，是一种蜉蝣的幼虫，主要钓大目孔[1]:171。
- 石蚕，栖息在濑区石头表面，类似蚕，主要钓石斑鱼[1]:171。
- 水蜈蚣，栖息在濑区石头下面[1]:171。
- 蚂蚱
- 虾类，栖息在水洞、水草內，白天隐藏晚上活动，使用之前退壳，钓鳖、鳗鱼、鲤鱼等[1]:171。
- 鳌虾，主要钓淡水掠食性鱼类，比如鳟鱼、鲈鱼等等。
- 螃蟹，栖息在石头下、石洞內，使用之前退壳，钓鲈鱼、鳗鱼[1]:171。

许多钓鱼人还会事先用其它方式（比如用渔网）先从当地水域内捕捉一些本地的小型鱼类（比如鲦鱼、泥鳅）或水生动物（比如鱿鱼）作为钓饵，通称“饵鱼”，然后再用来诱捕体型更大的掠食性鱼类，比如鲈鱼、狗鱼、金枪鱼、尖嘴鱼等等。:170-172。
一些国家和地区的渔业管理法出于动物权利和生态保护的考虑，可能会勒令禁止使用活饵。

#### 腥饵

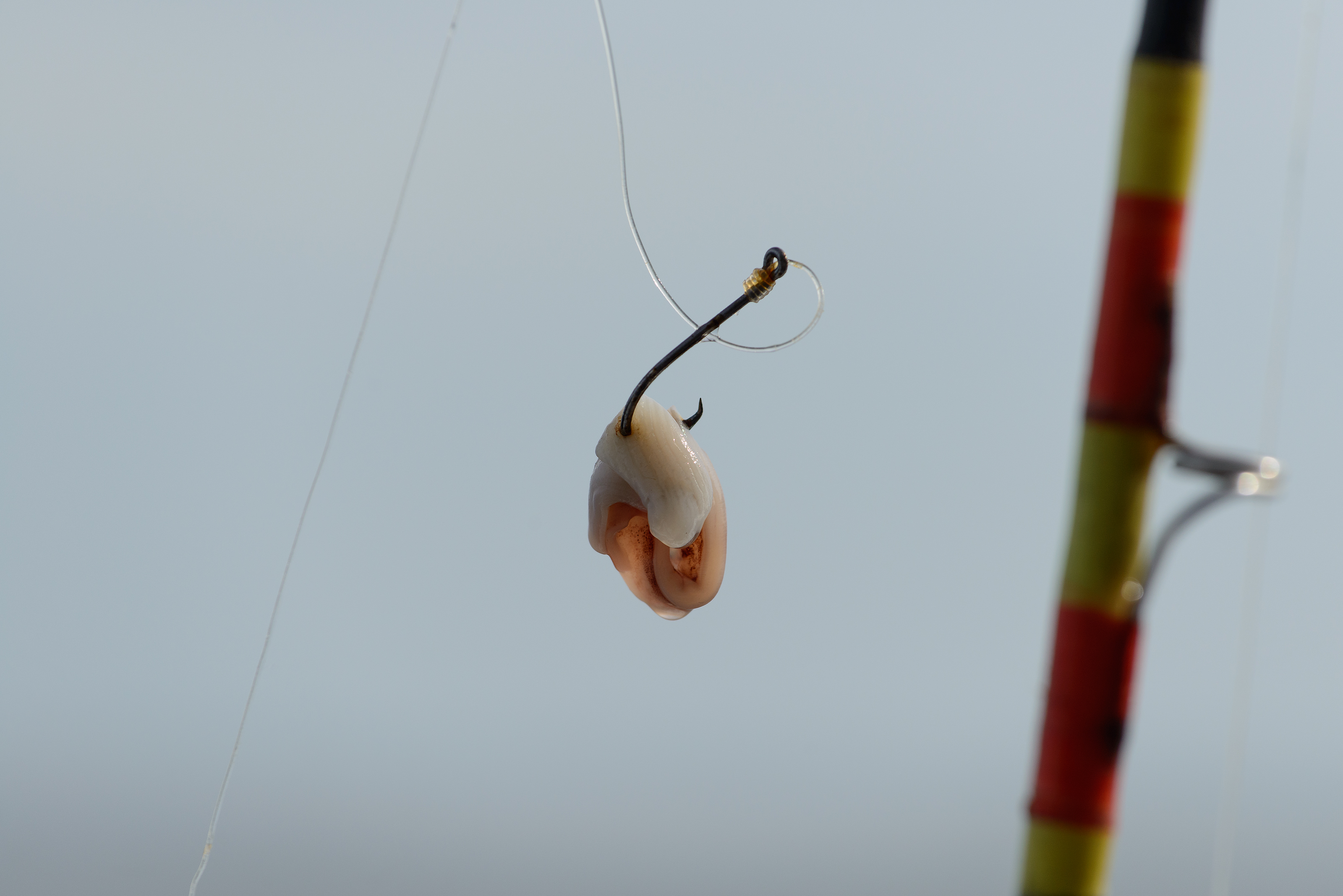
被用作鱼饵的蚌肉

腥饵也称荤饵，指来源于动物肉体的加工饵料，包括死去的动物或其躯体上切下的部位，比如各种碎肉、下水、鱼头和人工切割的肉块等等。腥饵主要用来吸引有投机觅食和食腐行为的肉食和杂食性鱼类，通常是大型海鱼和底栖鱼（比如鲇鱼、石斑鱼）。

#### 素饵

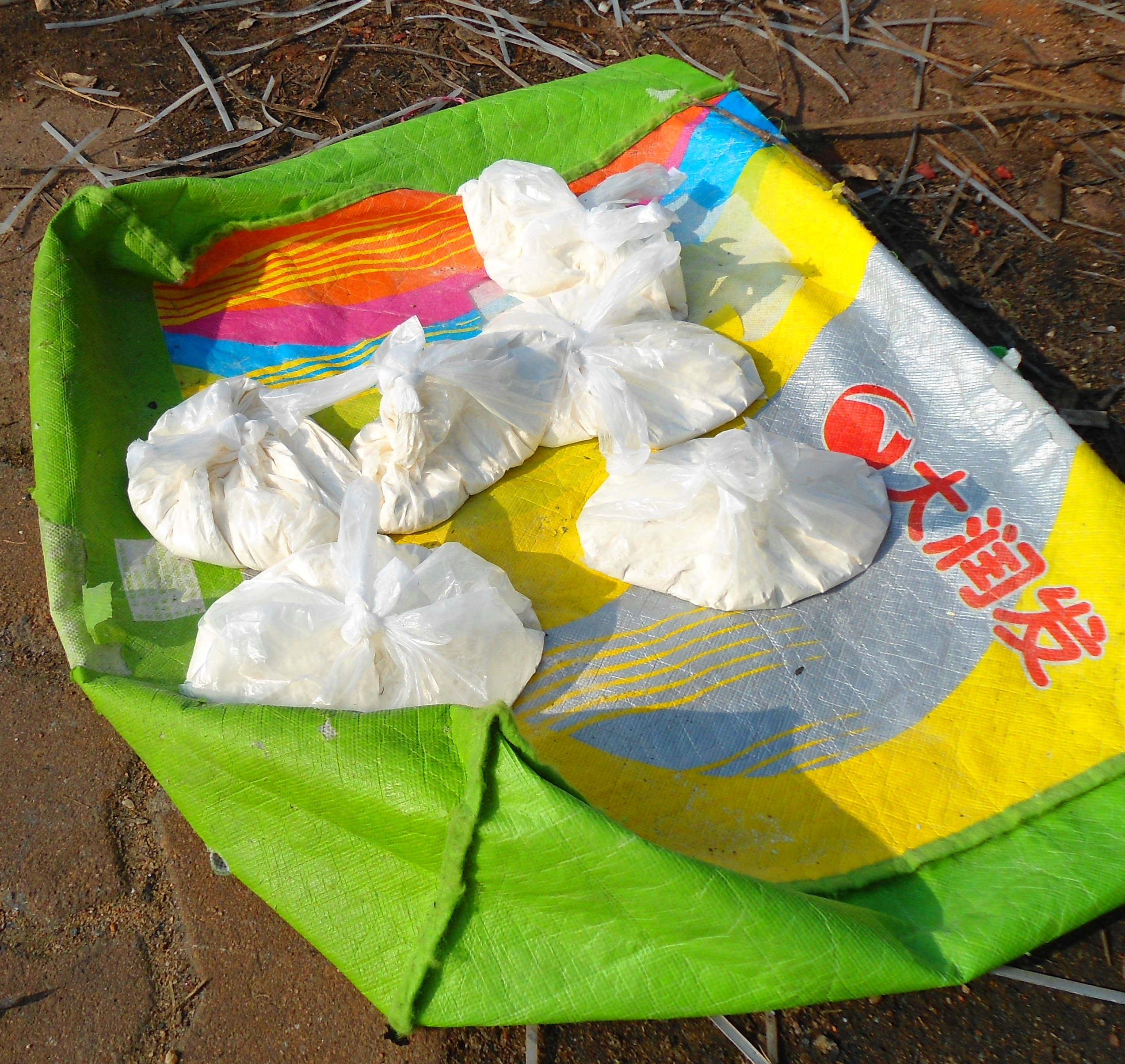
用来制作素饵的面粉

素饵主要是用植物或作物加工过的食品，用来吸引草食和杂食性鱼类。
- 米饭主要用于钓鲫鱼[1]:179。
- 面食饵包括面粉、粗粒小麦粉、玉米面、小米面，蒸熟后使用[1]:179。
- 豆粉饵主要是黄豆、蚕豆、川豆，文火炒过后使用[1]:179。
- 薯类饵主要是红薯、土豆，切成小方块，蒸七成熟，主要钓鲤鱼[1]:180。
- 果种类饵主要是玉米粒、豌豆和大麦米，可以用来钓各类鲤鱼。
- 糠饼主要钓鲤鱼[1]:180。
- 嫩草、蔬菜主要钓草鱼[1]:180。

许多用奶制品（比如奶酪和凝乳）和谷粉混入鱼粉后制成的饵料虽然包含动物产品，但因为并不从动物身上直接获取原料，在许多素食主义者看来不算是“血腥杀生”，因此通常也被看作是素饵。

#### 拉饵

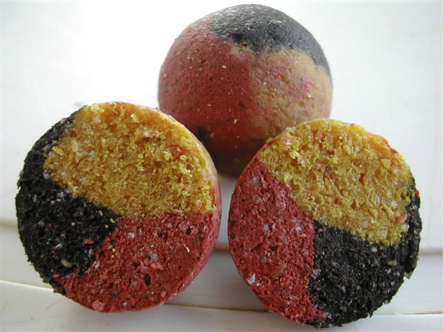
在西方最常见的练饵（boilie）

拉饵又称混饵、练饵，指用各种的加工食品的粉状原料混合鱼粉或肉骨粉后用蛋清、面筋或食用油等做粘合剂制成糊状，然后经过烘煮固化后制成的人造鱼饵，是当今使用最广泛的一种钓饵，可以在家中自制也可以工业化生产并在渔具店购买。商业生产的拉饵通常为球体、圆柱体或立方体形状，在使用时可以悬挂在鱼钩钩尖或包住整个鱼钩，还可以使用爆炸钩、串钩等:181-184。

#### 拟饵

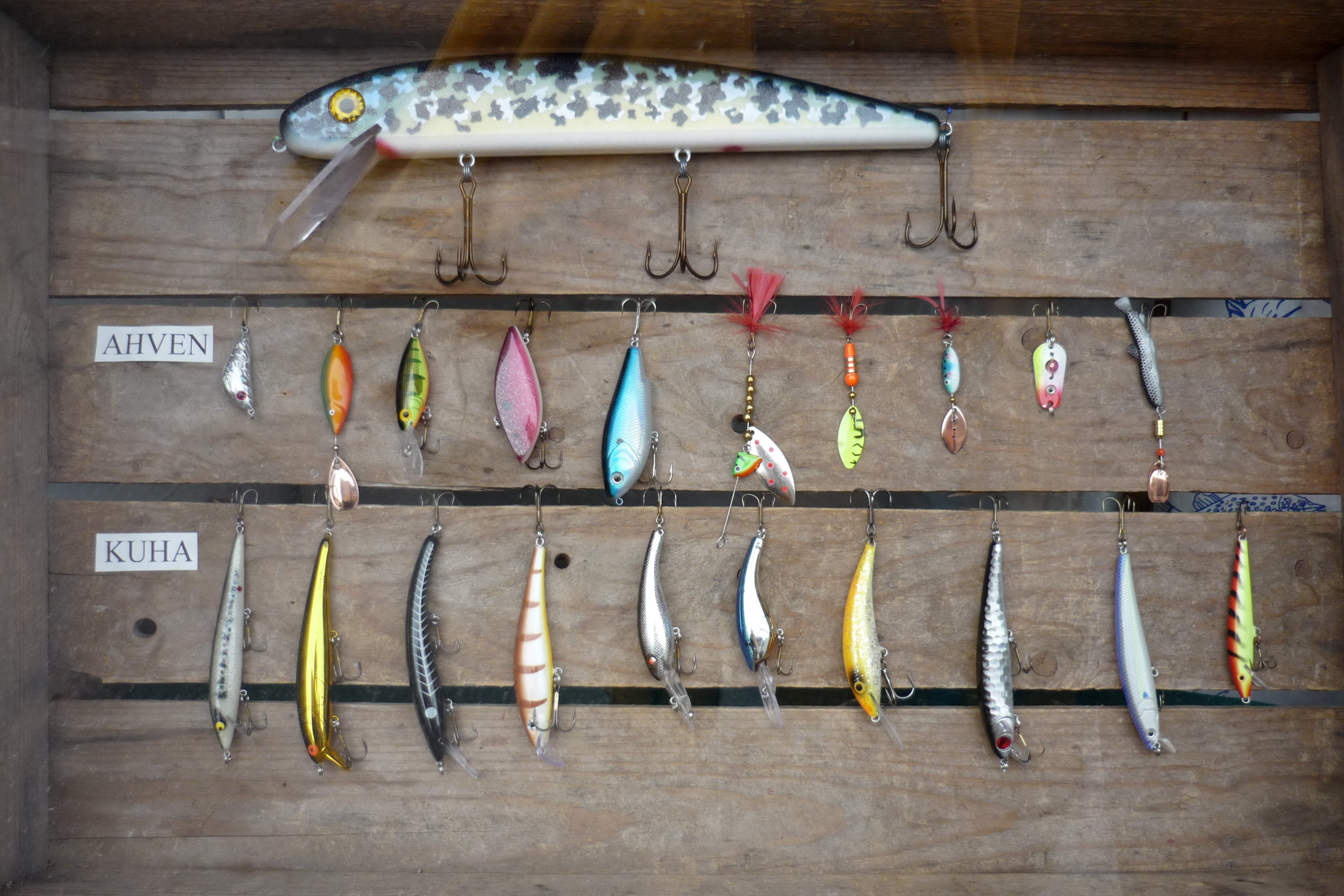
不同种类的拟饵

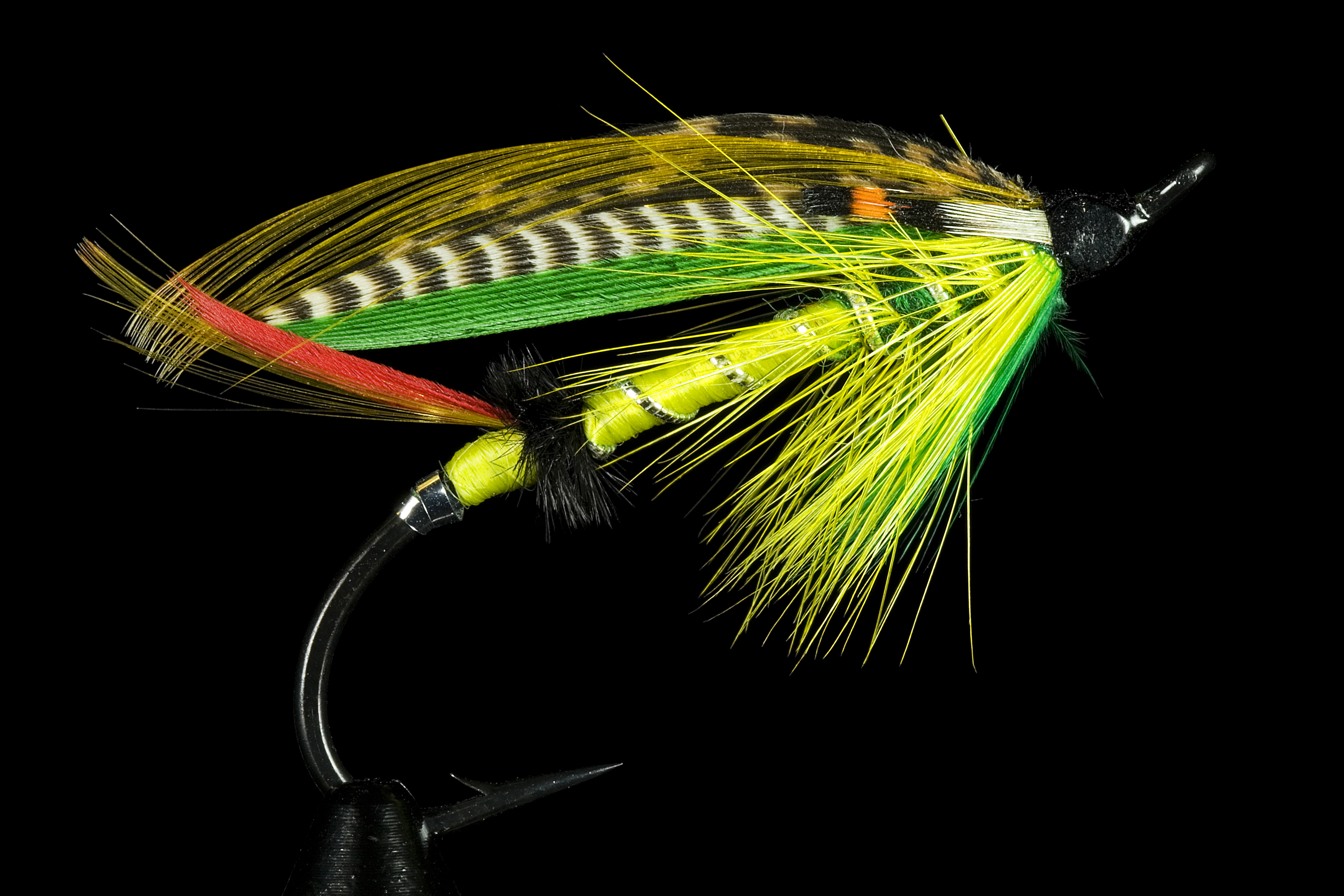
“绿色高地人”，一种飞蝇钓使用的毛饵

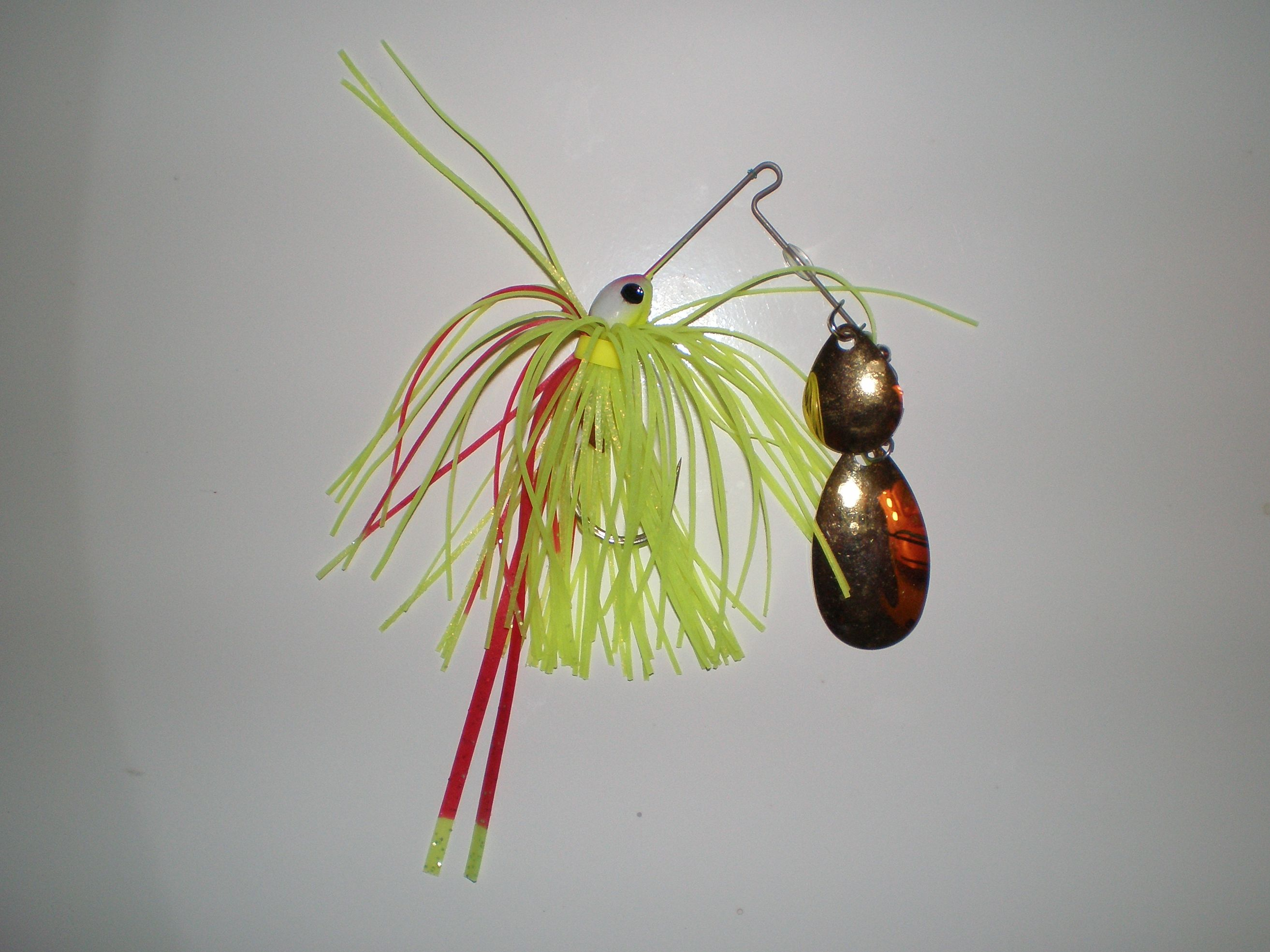
旋片饵

拟饵（lure）是一种人工制成的仿生假饵，常用金属、塑料、橡胶、木头等非食用材料制作。拟饵在形态上模拟被各种大型食肉鱼掠食的猎物（如鲦鱼、鳌虾、青蛙、鱿鱼、水生昆虫和蠕虫等等），引诱大鱼攻击上钩。飞蝇钓有时也会由钓鱼者亲手缝造拟饵。
虽然中国古代也有用“木鱼”捕捉大鱼的记录，现代意义上的拟饵钓鱼主要发源于欧洲和北美，英文中lure一词的本意是“引诱、诱骗”，但最早被翻译成中文时因为翻译者并不是了解钓法的爱好者，所以被音译成了“路亚”。拟饵主要用来针对海鱼和淡水鱼中依赖视觉捕食的凶猛肉食品种，在形态上有拟鱼、拟蝇、拟虾、拟鱿鱼、拟蠕虫、拟蛙等:184，产品种类包括鱼形饵、水面饵、匙形饵、旋片饵、沉跳饵等:184-186。
- 鱼形饵（minnow或plug）模拟小鱼的外形，通常用塑胶或木料制成[1]:186，有时也会用软胶皮制作，根据在水中的运动状态还可以细分为泳饵（swimbait）、潜饵（crankbait）、抽饵（jerkbait）、抖饵（twitchbait）等等。

- 水面饵（surface lure）也称浮水饵（topwater lure）或笔形饵（stickbait），主要用在水面深度的滑动吸引目标，根据其运动状态还可以细分为走饵（walker）、摆饵（waddler）、泡饵（popper）、嘶饵（fizzer）、尾流饵（wakebait）等等。

- 飞蝇饵（artificial fly），一种非常轻的拟饵，需要用较重的鱼线带动才能进行抛投，用来模仿溺水的昆虫。

- 匙形饵（spoon）用在水中绕动时产生的反光吸引鱼类。由美国德克萨斯州的一名伐木工人发明，这名伐木工在午餐的时候失手把汤匙掉入河中，结果发现一群鱼儿争相追咬[1]:184-185。

- 旋片饵（spinnerbait），也称转饵（spinner），是一种结合了咏饵和匙形饵元素的混合饵，通常由一个穿孔的金属片挂在连有鱼钩的直杆上并接上羽毛、钢珠或玻璃珠、塑胶珠等装饰物[1]:186，划过水中时金属片会像螺旋桨一样旋转扰动水波并吸引大鱼。

- 沉跳饵（jig）是由铅制成的长片形状物品，在被牵拉时产生垂直的“跳跃”，像小鱼在游泳[1]:186。

- 噪音饵（chatterbait），一种融合了多种设计的混合拟饵，可以同时产生一系列振动和声响。

- 发光饵（LED lure），配有发光二极管，可以释放不同的光亮吸引目标。

## 操作
荤饵的使用方法分为：点挂、并挂、穿挂，点挂是鱼钩穿过荤饵一个点，并挂是多条荤饵挂同一个鱼钩，穿挂是整个荤饵穿过鱼钩并且不露出鱼钩，钓小鱼用穿挂和点挂，钓大鱼用并挂。:172
鱼饵可分为自然鱼饵和人造鱼饵。研究显示一般来说小鱼和虾等自然鱼饵使鱼上钩更快，不过选用鱼饵的标准主要看所钓的鱼的习性。

### 引用
1. 1 2 3 4 5 6 7 8 9 10 11 12 13 14 15 16 17 18 19 20 21 22 23 24 25 26 27 28 29 30 31 32 33 34 35 36 37

### 書目
刘缨、张晓衡. . 海南省: 海南出版社. 1996. ISBN 7-80609-120-3 （中文（简体））.

## 外部連結
- Coarse Fishing Baits